# V552 Андромеды
V552 Андромеды (лат. V552 Andromedae) — двойная затменная переменная звезда типа W Большой Медведицы (EW) в созвездии Андромеды на расстоянии (вычисленном из значения параллакса) приблизительно 7493 световых лет (около 2297 парсеков) от Солнца. Видимая звёздная величина звезды — от +17,55m до +16,89m. Орбитальный период — около 0,2813 суток (6,7516 часов).

## Характеристики
Первый компонент — оранжево-жёлтая звезда спектрального класса K-G. Эффективная температура — около 5049 K.
Второй компонент — оранжево-жёлтая звезда спектрального класса K-G.